# Жулиано
Жулиа́но Ви́ктор де Па́ула (порт.-браз. Giuliano Victor de Paula; 31 мая 1990 года, Куритиба) — бразильский футболист, полузащитник. Выступал за национальную сборную Бразилии.

## Биография

### Ранние годы
Жулиано родился в курортном городке Куритиба в многодетной семье, где помимо него было ещё семь братьев. Рос в бедной семье, мать футболиста Карсилия была домохозяйкой, а отец увлекался азартными играми. Часто в доме Жулиано даже не было еды:
Однажды, когда мне было 10 лет, я был очень голоден. Подошел к маме и сказал: «Я очень хочу есть». Она лишь закрыла глаза, ей нечего мне было дать. У меня были только вода и сон.
В 14 лет родители развелись, Виктор остался с мамой, но продолжил хорошо общаться и с отцом, которому впоследствии купил бар в Куритибе. Как и любой другой бразильский ребёнок, Виктор начинал играть в футбол на улицах города. Затем он записался в мини-футбольную команду местной «Параны» и уже через несколько месяцев оказался на большом поле. Играть приходилось босиком, либо в бутсах старших товарищей. Лишь в 12 лет тренерский штаб «Параны», очарованный игрой Жулиано, выделил ему полную экипировку.
Жулиано подписал первый профессиональный контракт с клубом «Парана» из своего родного города Куритиба 13 февраля 2007 года. В дебютном сезоне был признан лучшим игроком Серии B.
В 2009 году его приобрёл один из сильнейших клубов мира второй половины 2000-х — «Интернасьонал» из Порту-Алегри. Клуб купил Жулиано на замену ушедшему в российский «Спартак» Алексу. Жулиано довольно быстро влился в основу команды, в том же 2009 году стал выступать за молодёжную (до 20 лет) сборную Бразилии. Чемпион Южной Америки 2009 в своей возрастной категории. В новой команде начал выступать на позиции правого вингера, образовав атакующее трио с Сандро и Андреасом Д’Алессандро. Жулиано отвечал в этой команде за дриблинг и индивидуальные проходы, стараясь перенять навыки своего кумира Роналдиньо.
Успех в «Интернасьонале» пришел практически сразу — игрок выиграл Лигу Гаушу, дошёл до финала Кубка Бразилии и стал вице-чемпионом основной сетки чемпионата. Следующий сезон и вовсе стал лучшим в карьере бразильца. Вместе с «Интером» он выиграл главный клубный турнир Южной Америки Кубок Либертадорес. Жулиано не всегда проводил полные матчи, однако несмотря на это он стал лучшим бомбардиром своей команды в турнире. Жулиано забил первый гол «Интера» в гостевом финале против «Гвадалахары» на 73 минуте матча. В ответном матче на Бейра-Рио Жулиано вышел на поле при счёте 1:1 на 63 минуте и на 89 минуте забил третий мяч своей команды, ставший в итоге победным (мексиканцы сумели забить второй гол со штрафного удара на 92 минуте игры). Таким образом, молодой игрок внёс свой значительный вклад во вторую в истории победу «Интернасьонала» в Кубке Либертадорес.
24 ноября 2010 года Жулиано получил приз лучшему игроку прошедшего Кубка Либертадорес. Награду, кубок, сделанный бразильским художником Ромео Брито, вручали директор американского подразделения Банка Santander и Хуан Себастьян Верон, предыдущий обладатель награды. Также Жулиано был вручен чек на 30 тыс. долларов США в акциях банка Santander, и ещё один чек на 30 тыс. долларов, которые он перевёл в благотворительный фонд.

### «Днепр»

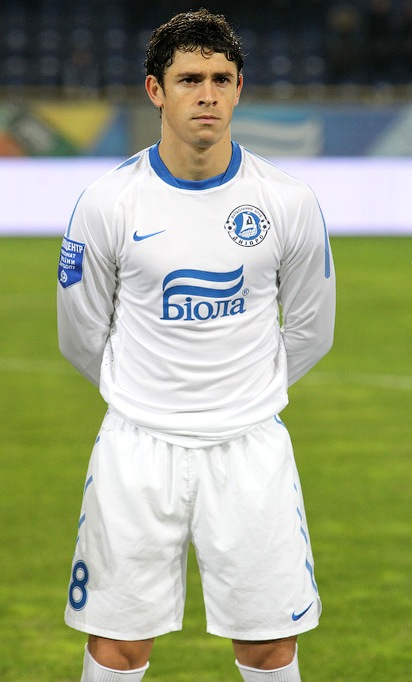
Жулиано в «Днепре»

После этого успеха Жулиано начал готовиться к переезду в Европу. В январе 2011 года Жулиано переходит в украинский «Днепр». Ранее говорилось об интересе к футболисту «Барселоны», лондонского «Арсенала» и «Манчестер Юнайтед». По признанию самого игрока, перед переходом он много общался со своим лучшим другом Тайсоном, который много лет выступал в «Металлисте». Покупка Жулиано обошлась «Днепру» в 11 миллионов евро и до сих пор является рекордной.
В футболке «Днепра» Жулиано дебютировал 6 марта 2011 года, в матче чемпионата Украины против «Таврии» (2:2). 15 июля 2012 года, забил 2 гола в ворота симферопольской «Таврии», тогда «Днепр» победил со счетом 3:1. В дебютном сезоне у него мало что получалось:
Было реально тяжело. Я не понимал о чем говорят люди вокруг меня. Я не мог приспособиться к командной игре и к украинскому футболу. Прошло время и я начал понимать язык, нашел себя на поле.
Главный тренер «Днепра» Хуанде Рамос доверял бразильцу и позволял ему выходить на любой позиции в атаке. К середине сезона Жулиано нашел себя на позиции центрального полузащитника, став связующим звеном между обороной и атакой. Впоследствии «Днепр» нанял для Жулиано персонального тренера, который помог ему набрать физическую форму. В сезоне 2012/13 бразилец стал лидером «Днепра», сыграл в 28 матчах, забил 9 голов и раздал 7 голевых передач. Вместе с командой вышел в плей-офф Лиги Европы, отметившись двумя голевыми передачами в заключительном поединке группового раунда против АИКа (4:0).

### «Гремио»
Летом 2013 года Жулиано обратился с официальным письмом к владельцу «Днепра» Игорю Коломойскому, в котором попросил его отпустить в другую команду. Виктор хотел перебраться в Западную Европу или вернуться в Южную Америку, так как его жена Андресса так и не смогла адаптироваться к климату Украины. В «Днепре» ответили отказом и Виктор был вынужден отправить своих родных в Бразилию, а сам отыграл ещё один сезон, после чего отказался подписывать новый контракт и уехал в «Гремио». 20 июля 2014 года дебютировал в матче против «Фигейренсе», забив на 9 минуте единственный гол в матче. В бразильской команде Жулиано уже на постоянной основе играл в центре поля, дирижируя атаками из глубины. Здесь он провёл ещё 2,5 сезона, сыграв в общей сложности в 108 матчах. В сезоне 2016 вступил с клубом в борьбу за титул чемпиона Бразилии, однако уже летом оказался в «Зените».

### «Зенит»
26 июля 2016 года Жулиано официально стал игроком российского «Зенита». Сумма трансфера — 7 млн евро, соглашение рассчитано на 4 года. На футболиста также претендовали московский «Спартак», «Лестер» и «Удинезе». Инициатором трансфера игрока стал наставник питерцев Мирча Луческу, который был хорошо знаком с Жулиано по чемпионату Украины. 12 августа 2016 года с пенальти забил первый гол за клуб. 27 августа оформил дубль в матче против «Амкара» (3:0). 15 сентября 2016 года отдал 3 голевых передачи и забил гол в ворота «Маккаби» в рамках Лиги Европы. 29 сентября 2016 года забил гол и отдал 2 голевые передачи в матче Лиги Европы против АЗ. По итогам Лиги Европы 2016/17 Жулиано стал в ней лучшим бомбардиром, забив восемь голов. В своем дебютном сезоне за питерцев Жулиано провел за клуб 38 матчей, в которых забил семнадцать голов и отдал восемь голевых передач. Однако по его завершении бразилец принял решение покинуть Россию.

### «Фенербахче»
12 августа 2017 было объявлено о переходе Жулиано в турецкий «Фенербахче». Футболист обошелся турецкому клубу примерно в 7 миллионов евро. Контракт подписан на 4 года. Перебравшись в Турцию Жулиано стал основным игроком «Фенербахче». Дебют игрока пришелся на 20 августа и матч против «Трабзонспора» (2:2). Свой дебютный гол бразилец забил через месяц, в выездном матче против «Аланьяспора» (4:1).

### «Ан-Наср» (Эр-Рияд)
20 августа 2018 года перешёл в саудовский клуб «Ан-Наср». Сумма трансфера — 10,5 млн евро. Дебютировал 14 сентября в домашнем матче чемпионата против «Аль-Файсали Хармах» (2:1). В дебютном матче отметился голом на 68-й минуте, который сделал счёт 2:1. 5 октября в домашнем матче против «Аль-Хазем» (5:1) оформил дубль.

### «Истанбул Башакшехир»
6 октября 2020 года подписал контракт с турецким клубом «Истанбул Башакшехир» сроком на 3 года. 2 июля 2021 года расторг контракт по обоюдному согласию.

### «Коринтианс»
16 июля 2021 года подписал контракт с «Коринтианс» сроком до конца 2023 года. 8 августа 2021 года дебютировал за Timão в выездном матче 15-го тура Серии A 2021 против «Сантоса» (0:0) (вышел в основном составе и на 90+5-й минуте был заменён на Витиньо).

### Международная карьера
В составе молодёжной сборной Бразилии становился чемпионом Южной Америки, а также выходил в финал чемпионата мира. В 2010 году был вызван Мано Менезесом в Олимпийскую сборную и оказался в предварительной заявке на лондонские игры. В этом же году дебютировал в основной сборной Бразилии в товарищеском поединке против Ирана. Впоследствии провел ещё семь товарищеских матчей, шесть из которых завершились победой «пентакампионов».

## Достижения
Клубные
«Интернасьонал»
- Победитель Лиги Гаушу: 2009
- Вице-чемпион Бразилии: 2009
- Финалист Кубка Бразилии: 2009
- Обладатель Кубка Либертадорес: 2010
- Обладатель Кубка банка Суруга: 2009

«Зенит»
- Бронзовый призёр Чемпионата России: 2016/17

Сборная Бразилии
- Чемпион Южной Америки среди молодёжи: 2009
- Вице-чемпион мира среди молодёжи: 2009

Личные
- Лучший игрок турнира Кубок Либертадорес: 2010
- Лучший бомбардир Лиги Европы УЕФА: 2016/17 (8 голов)[24]

## Статистика

### Клубная
| Выступление       | Выступление      | Выступление      | Лига | Лига | Кубок | Кубок | Континент | Континент | Прочие | Прочие | Итого | Итого |
| Клуб              | Лига             | Сезон            | Игры | Голы | Игры  | Голы  | Игры      | Голы      | Игры   | Голы   | Игры  | Голы  |
| ----------------- | ---------------- | ---------------- | ---- | ---- | ----- | ----- | --------- | --------- | ------ | ------ | ----- | ----- |
| Парана            | Серия А          | 2007             | 10   | 1    | 0     | 0     | 0         | 0         | 0      | 0      | 10    | 1     |
| Парана            | Серия B          | 2008             | 7    | 5    | 0     | 0     | 0         | 0         | 0      | 0      | 7     | 5     |
| Парана            | Итого            | Итого            | 17   | 6    | 0     | 0     | 0         | 0         | 0      | 0      | 17    | 6     |
| Интернасьонал     | Серия А          | 2009             | 27   | 5    | 2     | 0     | 1         | 0         | 10     | 1      | 40    | 6     |
| Интернасьонал     | Серия А          | 2010             | 29   | 6    | 0     | 0     | 13        | 6         | 13     | 3      | 55    | 15    |
| Интернасьонал     | Итого            | Итого            | 56   | 11   | 2     | 0     | 14        | 6         | 23     | 4      | 95    | 21    |
| Днепр             | Премьер-лига     | 2010/11          | 11   | 0    | 0     | 0     | 0         | 0         | 0      | 0      | 11    | 0     |
| Днепр             | Премьер-лига     | 2011/12          | 24   | 1    | 1     | 0     | 2         | 0         | 0      | 0      | 27    | 1     |
| Днепр             | Премьер-лига     | 2012/13          | 28   | 9    | 3     | 1     | 10        | 1         | 0      | 0      | 41    | 11    |
| Днепр             | Премьер-лига     | 2013/14          | 24   | 6    | 0     | 0     | 5         | 1         | 0      | 0      | 29    | 7     |
| Днепр             | Итого            | Итого            | 87   | 16   | 4     | 1     | 17        | 2         | 0      | 0      | 108   | 19    |
| Гремио            | Серия А          | 2014             | 17   | 1    | 1     | 0     | 0         | 0         | 0      | 0      | 18    | 1     |
| Гремио            | Серия А          | 2015             | 35   | 6    | 9     | 0     | 0         | 0         | 14     | 5      | 58    | 11    |
| Гремио            | Серия А          | 2016             | 15   | 4    | 0     | 0     | 8         | 0         | 9      | 3      | 32    | 7     |
| Гремио            | Итого            | Итого            | 67   | 11   | 10    | 0     | 8         | 0         | 23     | 8      | 108   | 19    |
| Зенит             | Премьер-лига     | 2016/17          | 28   | 8    | 2     | 1     | 8         | 8         | 0      | 0      | 38    | 17    |
| Зенит             | Премьер-лига     | 2017/18          | 2    | 0    | 0     | 0     | 0         | 0         | 0      | 0      | 2     | 0     |
| Зенит             | Итого            | Итого            | 30   | 8    | 2     | 1     | 8         | 8         | 0      | 0      | 40    | 17    |
| Фенербахче        | Суперлига        | 2017/18          | 29   | 14   | 4     | 1     | 0         | 0         | 0      | 0      | 33    | 15    |
| Фенербахче        | Суперлига        | 2018/19          | 1    | 1    | 0     | 0     | 2         | 0         | 0      | 0      | 3     | 1     |
| Фенербахче        | Итого            | Итого            | 30   | 15   | 4     | 1     | 2         | 0         | 0      | 0      | 36    | 16    |
| Ан-Наср (Эр-Рияд) | Про-лига         | 2018/19          | 30   | 8    | 3     | 1     | 9         | 8         | 0      | 0      | 42    | 17    |
| Ан-Наср (Эр-Рияд) | Про-лига         | 2019/20          | 3    | 1    | 0     | 0     | 0         | 0         | 0      | 0      | 3     | 1     |
| Ан-Наср (Эр-Рияд) | Итого            | Итого            | 33   | 9    | 3     | 1     | 9         | 8         | 0      | 0      | 45    | 18    |
| Всего за карьеру  | Всего за карьеру | Всего за карьеру | 320  | 75   | 25    | 4     | 58        | 24        | 46     | 12     | 449   | 115   |

### Сборная
| Бразилия | Бразилия | Бразилия |
| Год      | Игр      | Голов    |
| -------- | -------- | -------- |
| 2010     | 2        | 0        |
| 2012     | 6        | 0        |
| 2016     | 3        | 0        |
| 2017     | 2        | 0        |
| Всего    | 13       | 0        |

| Матчи и голы Жулиано за сборную Бразилии | Матчи и голы Жулиано за сборную Бразилии | Матчи и голы Жулиано за сборную Бразилии | Матчи и голы Жулиано за сборную Бразилии | Матчи и голы Жулиано за сборную Бразилии | Матчи и голы Жулиано за сборную Бразилии |
| №                                        | Дата                                     | Оппонент                                 | Счёт                                     | Голы Жулиано                             | Соревнование                             |
| ---------------------------------------- | ---------------------------------------- | ---------------------------------------- | ---------------------------------------- | ---------------------------------------- | ---------------------------------------- |
| 1                                        | 7 октября 2010                           | Иран                                     | 3:0                                      | −                                        | Товарищеский матч                        |
| 2                                        | 11 октября 2010                          | Украина                                  | 2:0                                      | −                                        | Товарищеский матч                        |
| 3                                        | 26 мая 2012                              | Дания                                    | 3:1                                      | −                                        | Товарищеский матч                        |
| 4                                        | 31 мая 2012                              | США                                      | 4:1                                      | −                                        | Товарищеский матч                        |
| 5                                        | 9 июня 2012                              | Аргентина                                | 3:4                                      | −                                        | Товарищеский матч                        |
| 6                                        | 11 октября 2012                          | Ирак                                     | 6:0                                      | −                                        | Товарищеский матч                        |
| 7                                        | 16 октября 2012                          | Япония                                   | 4:0                                      | −                                        | Товарищеский матч                        |
| 8                                        | 15 ноября 2012                           | Колумбия                                 | 1:1                                      | −                                        | Товарищеский матч                        |
| 9                                        | 5 июля 2016                              | Колумбия                                 | 2:1                                      | −                                        | Отборочные матчи ЧМ-2018                 |
| 10                                       | 7 октября 2016                           | Боливия                                  | 5:0                                      | −                                        | Отборочные матчи ЧМ-2018                 |
| 11                                       | 11 октября 2016                          | Венесуэла                                | 2:0                                      | −                                        | Отборочные матчи ЧМ-2018                 |
| 12                                       | 9 июня 2017                              | Аргентина                                | 0:1                                      | −                                        | Товарищеский матч                        |
| 13                                       | 13 июня 2017                             | Австралия                                | 4:0                                      | −                                        | Товарищеский матч                        |

Итого: 13 матчей / 0 голов; 10 побед, 1 ничья, 2 поражения.